# Cyclodina whitakeri
Cyclodina whitakeri är en ödleart som beskrevs av  Hardy 1977. Cyclodina whitakeri ingår i släktet Cyclodina och familjen skinkar. Inga underarter finns listade i Catalogue of Life.